# Костёл Марии Снежной (Львов)
Костёл Мари́и Сне́жной — культовое сооружение во Львове (Украина), памятник архитектуры. Расположено на ул. Снежной, 2. Ныне принадлежит УГКЦ и носит название Храм Матери Божией Неустанной Помощи.

## История
Основан немецкими колонистами в XIV веке вблизи торговой площади древнего Львова. Впервые упоминается в документах в 1352 году. Первоначальный вид был сильно изменён последующими перестройками. Значительные реставрации производились в 1623 и 1683 годах, в 1888—1892 годах костёл перестроил архитектор Юлиан Захаревич.
После перестройки костёл стал однонефным, базиликального типа с удлинённой алтарной частью, квадратным притвором и квадратной двухъярусной колокольней. Раньше в интерьере были фрески, исполненные в 1750—1751 годах С. Строинским. На их месте в XIX веке художник Е. Лепший выполнил новые, имитирующие мозаику.